# Laburnum Grove
Laburnum Grove is een Britse filmkomedie uit 1936 onder regie van Carol Reed.

## Verhaal
Om zijn pretentieuze zwager op stang te jagen vertelt een man dat hij zijn geld verdient met flessentrekkerij. Zijn vrouw denkt dat hij een grapje maakt, maar hij heeft eigenlijk de waarheid verteld en nu bestaat het gevaar dat hij zal worden gearresteerd.

## Rolverdeling
| Acteur             | Personage        |
| ------------------ | ---------------- |
| Edmund Gwenn       | Mijnheer Radfern |
| Cedric Hardwicke   | Mijnheer Baxley  |
| Victoria Hopper    | Elsie Radfern    |
| Ethel Coleridge    | Mevrouw Baxley   |
| Katie Johnson      | Mevrouw Radfern  |
| Francis James      | Harold Russ      |
| James Harcourt     | Joe Fletten      |
| David Hawthorne    | Inspecteur Stack |
| Frederick Burtwell | Simpson          |
| Terry Conlin       | Brigadier        |
| Norman Walker      | Man met bril     |